# Стенберген, Ян ван
Ян ван Стенберген (нидерл. Jan van Steenbergen; р. 3 июня 1970, Хорн) — нидерландский лингвист, переводчик, журналист, создатель искусственных языков Словянски и Венедык. С 2017 года, совместно с В. Мерункой, является соавтором межславянского языка.

## Биография
Родился 3 июня 1970 года в Хорне, где провел большую часть детства и учился в школе. В 1988 году стал студентом Амстердамского университета по специальностях славистика и музыковедение. Он проживал в Польше, где обучался в Варшавском университете и работал на фестивале «Варшавская осень». С 1997 года является переводчиком с польского на нидерландский.
В 1996 году он начал работать над собственным северославянским языком, «Vuozgašchai» (Vozgian), в 2002 году над лингвопроектом «венедык», который представляет собой альтернативно-историческую реконструкцию того, как бы развивался бы польский язык, окажи на него влияние народная латынь. В 2006 году стал одним из пионеров всеславянского лингвопроекта «словянски», а также координатором проекта по созданию электронного межславянского словаря. 12 ноября 2013 года Стенберген был награждён медалью Йозефа Добровского за «вклад в славянскую культуру и науку». Также известен как волапюкист. 24 января 2023 года стал членом Академии волапюка (Dalebüd cifala de 2023 yanul 24, nüm: 7 // Vög Volapüka. 2023. № 2. С. 14).
Стенберген проживает в городах Эймёйден (в общине Велзен) и Опочне. Женат на польке, трое детей.